# YUNA (プロレスラー)
YUNA（ゆな、2004年4月19日 - ）は、日本の女子プロレスラー。宮城県大河原町出身。センダイガールズプロレスリング所属。

## 所属
- センダイガールズプロレスリング（2023年 - ）

## 来歴
中学生の時にプロレスラーを目指し柔道部に入部。常盤木学園高等学校在学中には仙女サークルに参加しトレーニングを積む。
2023年4月、センダイガールズプロレスリングに入門。7月12日、宮城野区文化センター大会の試合前に行われた公開プロテストに合格。8月9日、宮城野区文化センター大会にて丸森レア戦でデビュー。
2024年5月5日、プロレスリングWAVE『CATCH THE WAVE 2024』後楽園ホール大会にてデビューから約9か月で初勝利。10月3日、新木場1stRINGにて行われた『第6回じゃじゃ馬トーナメント』2回戦で自身初のメインイベントを務め、仙女のリングで初めて勝利。

## 人物
- 中学では柔道部[1]、高校では写真部に所属[7]。
- 憧れの選手は木村花。

## 得意技
ドロップキック
ミサイルキック

## 入場曲
- Alright（PRAY FOR ME）[9]